# Nampabius mycophor
Nampabius mycophor är en mångfotingart som beskrevs av Chamberlin 1940. Nampabius mycophor ingår i släktet Nampabius och familjen stenkrypare. Inga underarter finns listade i Catalogue of Life.